# Guvernementet Minsk
Guvernementet Minsk var ett guvernement i Kejsardömet Ryssland åren 1793-1921. Det gränsade till Vilna, Vitebsk och Mohilev i norr och öster samt
Tjernigov, Kiev, Volynien och Grodno i söder och väster.
Guvernementet bestod av två olika delar:
den nordvästra, ett högland mellan Njemens och Dneprs flodområden, upptagande en femtedel av arealen och bestående av tertiära bildningar (merendels lerjord), samt den sydöstra delen, fyra femtedelar av arealen, som bildade ett av stora skogar och kärr betäckt lågland,
kallat poljesje, ur vilket här och där sandkullar uppsteg liksom öar. Tillsammans upptog kärr och sumpiga skogar ej mindre än 40 procent av Minsks hela areal (60–70 procent i somliga kretsar), och endast omkring 23 procent var odlad jord. Klimatet var ganska strängt och ohälsosamt.
Kommunikationerna var mycket bristfälliga. Järnvägen från Polen till Moskva följde ovannämnda högland förbi huvudstaden Minsk, och en annan går från Libau till Ukraina även förbi staden Minsk. Två stora bifloder till Dnjepr:
Beresina och Pripet, båda segelbara, med en mängd tillflöden, av vilka flera också var segelbara,
var naturliga avlopp för kärren. Genom kanaler hade man också torrlagt en del av dessa. Dnjepr flöt längs sydöstra gränsen, Njemen på den nordvästra. De till
Östersjön flytande Düna och Weichsel var genom tre kanaler förenade med Dnjeprs bifloder.
Guvernementets befolkning, 2 813 400 (1910), bestod av vitryssar,
omkring 71 procent, polacker, omkring 12 procent, judar,
omkring 16 procent ukrainare och ryssar, därjämte
litauer, tatarer och tyskar. Guvernementet var beläget inom det judiska bosättningsområdet i Kejsardömet Ryssland.
Jordbruk var jämte skogsavverkning huvudnäring. Binäringar var jakt,
fiske, biskötsel och timmerflottning. Industrin var obetydlig. 1884 indelades guvernementet i 9 kretsar (ujezd): Babrujsk, Borisov, Igumen, Minsk, Mozyr, Novogrudok, Pinsk, Retjitsa, Slutsk.
Guvernementet utgjorde kärnan i det som blev Vitryska SSR i Sovjetunionen 1919 och delades senare upp på flera olika voblaster.
- Wikimedia Commons har media som rör Guvernementet Minsk.